# 1997 UT3
1997 UT3 är en asteroid i huvudbältet som upptäcktes 26 oktober 1997 av den japanska astronomen Takao Kobayashi vid Ōizumi-observatoriet.
Asteroiden har en diameter på ungefär 8 kilometer och den tillhör asteroidgruppen Themis.